# Каип (Алтайский край)
Каи́п — село в Ключевском районе Алтайского края, центр и единственный населённый пункт муниципального образования Каипский сельсовет.

## География
Село находится на Кулундинской степи и северо-западном берегу живописного солёного озера Бульдук (Бульдюк), имеющем статус памятника природы краевого значения. Высота центра села над уровнем моря — 139 м.
Климат
Резко континентальный. Средняя температура самого теплого месяца в году — июля — составляет 20°С, хотя в жаркие сезоны никого не удивит температура под 40°. Район относится к разряду регионов с засушливым климатом, поэтому обильные дожди достаточно большая редкость. Всего в течение года выпадает в среднем 270 мм атмосферных осадков. Средняя температура января −18,6 °C, июля +20,8 °C. Годовое количество атмосферных осадков 270 мм.
Уличная сеть
| ул. Алтайская  | ул. Кирова      |
| ул. Молодёжная | ул. Орловская   |
| ул. Приозёрная | ул. Саратовская |
| ул. Тюменская  | ул. Центральная |

Расстояние до
- районного центра Ключи 42 км.
- областного центра Барнаул 297 км.

Ближайшие населённые пункты
Ащегуль 13 км, Петухи 16 км, Зелёная Поляна 19 км, Марковка 19 км, Полуямки 20 км, Ярославцев Лог 21 км.

## История
Село Каип упоминается раньше официальной даты образования села. Под № 63 в «Описании заселенных и незаселенных переселенческих участков…» назван заселок Каип, образованный в 1892 году в пределах Покровской волости у озера Каип, в 60 верстах от волостного центра с. Волчиха.
В 1909 году в селе было два маслодельных производства, церковь, торговые лавки, проводились ярмарки.
В «Списке населённых мест Томской губернии на 1911 год» в Барнаульском уезде показана Каипская волость, состоявшая из одного села Каип. В нем было 1230 дворов и 6162 жителя, в том числе 3027 мужского и 3135 женского пола.
По данным переписи 1926 года село относилось к Славгородскому округу, там проживало 4718 человек,  в селе был сельсовет, лавка общего пользования, пункт кредитования, маслозавод и школа.

## Население
| 1997 | 1998  | 1999  | 2000  | 2001 | 2002 | 2003 | 2004 | 2005 |
| ---- | ----- | ----- | ----- | ---- | ---- | ---- | ---- | ---- |
| 1033 | ↗1036 | ↘1029 | ↘1002 | ↘998 | ↘909 | ↘811 | ↗872 | ↘791 |
| 2006 | 2007  | 2008  | 2009  | 2010 | 2011 | 2012 | 2013 | 2014 |
| ↘772 | ↘755  | ↘723  | ↘664  | ↘558 | ↘557 | ↘530 | ↘498 | ↘490 |
| 2015 | 2016  | 2017  | 2018  | 2019 | 2020 | 2021 |      |      |
| ↘487 | ↘467  | ↘442  | ↘431  | ↘404 | ↘380 | ↘373 |      |      |

## Инфраструктура
В селе работают фермерские хозяйства (выращивание зерна и других растений), магазины, действует средняя общеобразовательная школа, имеется почтовое отделение, операционная касса Сбербанка. Жители села занимаются, в основном, подсобным личным хозяйством.

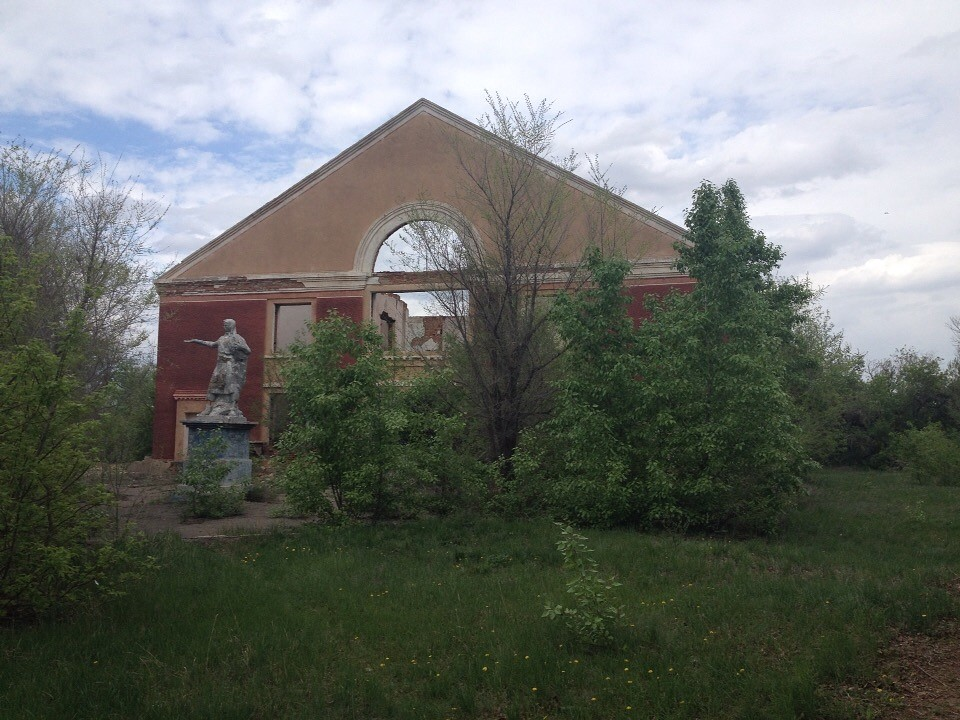
Сгоревший Клуб
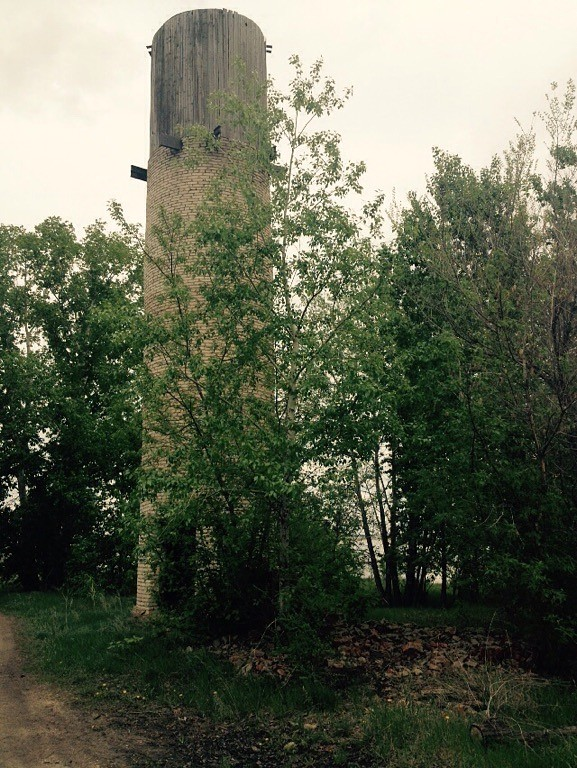
Старая водонапорная башня.
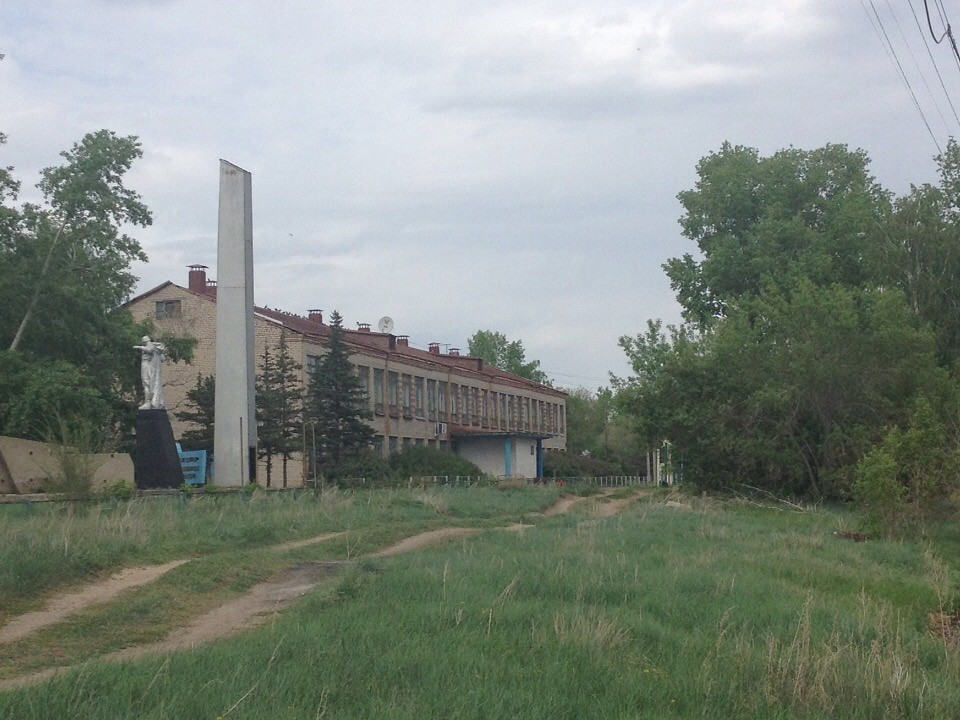
Школа с. Каип. Вид с озера Бульдюк.
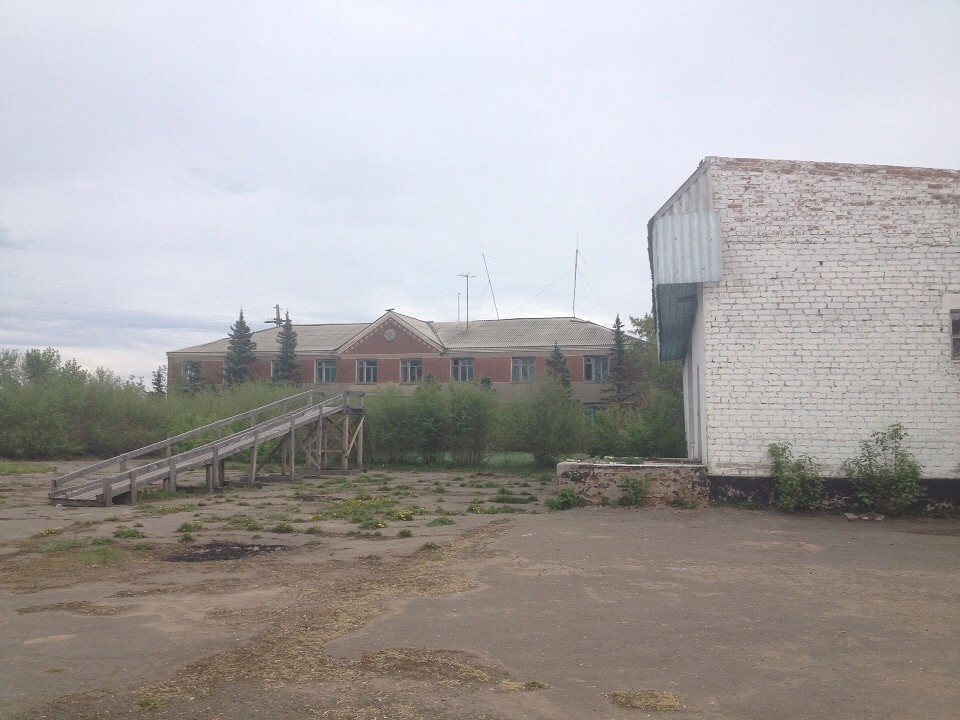
Центральная площадь с. Каип

## Достопримечательности
Озеро Бульдук на южной окраине села Каип является памятником природы краевого значения.
Объявлен памятником природы 13 апреля 1998 г. постановлением администрации Алтайского края № 234.
Границы охраняемой зоны ― полоса шириной 200 м вокруг озера. Северная и северо-западная часть озера вплотную граничат с селом, а восточная и южная часть — с выпасом СПК «Степной Колос». Площадь, занимаемая природным объектом, составляет 280 га, в том числе 163 га — акватория озера и 117 га — охраняемая зона.
Основные объекты охранной территории:
Живописное озеро, длина 1,9 км, ширина 1,5 км, глубина 1,5 м, вода пресная с привкусом сероводорода. Озеро частично заросло тростником и камышом. Предмет охраны — фауна околоводных и водоплавающих птиц: (кряква, чирок, цапли серая и белая, лысуха, чомга, выпь и др.); ихтиофауна и фауна гидробионтов.
Природные особенности
Вода озера насыщена солями, их общее содержание — 10-15 г/л. Озеро используется местными жителями для водной рекреации и лечебных процедур (лечение высококонцентрированным раствором солей, грязелечение).